# Cycloseris sinensis
Espèce
Synonymes
- Fungia sinensis Edwards & Haine, 1851 (préféré par UICN)

Cycloseris sinensis est une espèce de coraux appartenant à la famille des Fungiidae.